# Kernilis
Kernilis (tiếng Breton: Kerniliz) là một xã của tỉnh Finistère, thuộc vùng Bretagne, miền tây bắc Pháp.

## Dân số
Người dân ở Kernilis được gọi là Kernilisiens.